# Olympische Geschichte des Libanon
| Gelbes Symbol für Goldmedaillen mit stilisierten Olympischen Ringen | Graues Symbol für Silbermedaillen mit stilisierten Olympischen Ringen | Braundes Symbol für Bronzemedaillen mit stilisierten Olympischen Ringen |
| ------------------------------------------------------------------- | --------------------------------------------------------------------- | ----------------------------------------------------------------------- |
| —                                                                   | 2                                                                     | 2                                                                       |

Libanon, dessen NOK, das Lebanese Olympic Committee, 1947 gegründet und 1948 vom IOC anerkannt wurde, nimmt seit 1948 an Olympischen Sommer- und Winterspielen teil. 1956 boykottierte Libanon die Spiele von Melbourne, um gegen die britisch-französische Intervention in der Sueskrise zu protestieren. 1994 und 1998 verzichtete man auf eine Teilnahme an den Winterspielen in Lillehammer und Nagano. Jugendliche Athleten nahmen an allen bislang ausgetragenen Jugendspielen im Sommer und im Winter teil.

## Übersicht

### Sommer- und Winterspiele
Der Libanon ist eines der wenigen Länder, die ihr Olympiadebüt bei Winterspielen gaben. So waren die ersten libanesischen Olympioniken am 2. Februar 1948 die Skirennfahrer Ibrahim Geagea und Munir Itani. Der erste Sommersportler war am 29. Juli 1948 der Freistilringer Abu Rechajle Bechara. Die erste Libanesin bei Olympischen Spielen war am 1. September 1948 die Schwimmerin Ani Jane Mugrditchian. Am 13. Februar 1976 ging mit der Skirennfahrerin Farida Rahmeh die erste Libanesin bei Winterspielen an den Start.
Die erste Olympiamannschaft des Libanons 1948 in St. Moritz bestand aus zwei alpinen Skirennfahrern. Bei folgenden Winterspielen nahmen libanesische Athleten in den Sportarten Skilanglauf (ab 1956) und im Skeleton (ab 2006) teil.
Die erste Olympiamannschaft bei Sommerspielen bestand aus Boxern, Ringern und Sportschützen. Bei folgenden Sommerspielen gingen libanesische Sportler in den Sportarten Gewichtheben (ab 1952), Leichtathletik, Fechten und Segeln (ab 1960), Radsport und Schwimmen (ab 1968), Judo (ab 1972), Taekwondo (ab 2012) und Kanusport (ab 2016) an den Start.
Im griechisch-römischen Stil erreichte Leichtgewichtsringer Charif Damage 1948 den vierten Platz. 1952 schafften die Ringer im griechisch-römischen Stil die ersten Medaillengewinne des Libanons. Zakaria Chihab gewann im Bantamgewicht Silber, Khalil Taha im Weltergewicht Bronze. Im Gewichtheben wurde Moustafa Laham im Mittelgewicht Fünfter.
1972 gewann der Gewichtheber Mohamed Tarabulsi Silber im Mittelgewicht. 1980 folgt eine Bronzemedaille durch den Ringer Hassan Ali Bechara im Superschwergewicht des griechisch-römischen Stils.

### Jugendspiele
Bei den ersten Jugend-Sommerspielen 2010 in Singapur traten fünf Jugendliche, ein Junge und vier Mädchen, in den Sportarten Fechten, Schwimmen, Judo und Taekwondo an. Der Taekwondoin Michel Samaha gewann im Halbschwergewicht die Bronzemedaille.
2014 in Nanjing nahmen zwei Jungen und zwei Mädchen im Schwimmen, Fechten und Taekwondo teil.
Auch bei den Jugend-Winterspielen nahmen libanesische Jugendliche teil. Ein Junge und ein Mädchen traten sowohl 2012 in Innsbruck als auch 2016 in Lillehammer jeweils im Ski Alpin an.

## IOC-Mitglied
Der Unternehmer und Sportfunktionär Toni Khoury war von 1995 bis 2015 Mitglied des IOC. Seine Mitgliedschaft endete aus Altersgründen, seitdem ist er Ehrenmitglied.

## Übersicht der Teilnehmer

### Sommerspiele
| Jahr      | Athleten           | Athleten           | Athleten           | Flaggenträger       | Sportarten         | Sportarten         | Sportarten         | Sportarten         | Sportarten         | Sportarten         | Sportarten         | Sportarten         | Sportarten         | Sportarten         | Sportarten         | Sportarten         | Sportarten         | Sportarten         | Medaillen          | Medaillen          | Medaillen          | Medaillen          | Medaillen          |
| Jahr      | Gesamt             | m                  | w                  | Flaggenträger       | Boxen              | Ringen             | Schießen           | Gewichtheben       | Leichtathletik     | Fechten            | Segeln             | Radsport           | Schwimmen          | Judo               | Rudern             | Tischtennis        | Taekwondo          | Kanusport          |                    |                    |                    | Gesamt             | Rang               |
| --------- | ------------------ | ------------------ | ------------------ | ------------------- | ------------------ | ------------------ | ------------------ | ------------------ | ------------------ | ------------------ | ------------------ | ------------------ | ------------------ | ------------------ | ------------------ | ------------------ | ------------------ | ------------------ | ------------------ | ------------------ | ------------------ | ------------------ | ------------------ |
| 1896–1936 | nicht teilgenommen | nicht teilgenommen | nicht teilgenommen | nicht teilgenommen  | nicht teilgenommen | nicht teilgenommen | nicht teilgenommen | nicht teilgenommen | nicht teilgenommen | nicht teilgenommen | nicht teilgenommen | nicht teilgenommen | nicht teilgenommen | nicht teilgenommen | nicht teilgenommen | nicht teilgenommen | nicht teilgenommen | nicht teilgenommen | nicht teilgenommen | nicht teilgenommen | nicht teilgenommen | nicht teilgenommen | nicht teilgenommen |
| 1948      | 8                  | 8                  | 0                  |                     | 1                  | 2                  | 5                  |                    |                    |                    |                    |                    |                    |                    |                    |                    |                    |                    |                    |                    |                    |                    |                    |
| 1952      | 9                  | 9                  | 0                  |                     | 1                  | 4                  | 3                  | 1                  |                    |                    |                    |                    |                    |                    |                    |                    |                    |                    |                    | 1                  | 1                  | 2                  | 32                 |
| 1956      | nicht teilgenommen | nicht teilgenommen | nicht teilgenommen | nicht teilgenommen  | nicht teilgenommen | nicht teilgenommen | nicht teilgenommen | nicht teilgenommen | nicht teilgenommen | nicht teilgenommen | nicht teilgenommen | nicht teilgenommen | nicht teilgenommen | nicht teilgenommen | nicht teilgenommen | nicht teilgenommen | nicht teilgenommen | nicht teilgenommen | nicht teilgenommen | nicht teilgenommen | nicht teilgenommen | nicht teilgenommen | nicht teilgenommen |
| 1960      | 19                 | 19                 | 0                  |                     |                    | 6                  | 3                  | 2                  | 1                  | 4                  | 3                  |                    |                    |                    |                    |                    |                    |                    |                    |                    |                    |                    |                    |
| 1964      | 5                  | 5                  | 0                  |                     |                    |                    | 1                  | 4                  |                    |                    |                    |                    |                    |                    |                    |                    |                    |                    |                    |                    |                    |                    |                    |
| 1968      | 11                 | 11                 | 0                  |                     |                    | 2                  | 3                  | 1                  |                    | 3                  |                    | 1                  | 1                  |                    |                    |                    |                    |                    |                    |                    |                    |                    |                    |
| 1972      | 19                 | 17                 | 2                  | Mohamed Tarabulsi   | 1                  | 2                  | 4                  | 1                  | 2                  | 4                  |                    | 1                  | 2                  | 2                  |                    |                    |                    |                    |                    | 1                  |                    | 1                  | 33                 |
| 1976      | 3                  | 3                  | 0                  |                     |                    | 1                  |                    |                    | 1                  |                    |                    |                    |                    | 1                  |                    |                    |                    |                    |                    |                    |                    |                    |                    |
| 1980      | 15                 | 15                 | 0                  |                     | 2                  | 1                  |                    | 2                  | 2                  | 2                  |                    | 2                  | 2                  | 2                  |                    |                    |                    |                    |                    |                    | 1                  | 1                  | 35                 |
| 1984      | 22                 | 21                 | 1                  | Toni Khoury         | 1                  | 1                  | 4                  | 1                  | 3                  | 4                  |                    | 1                  | 4                  | 3                  |                    |                    |                    |                    |                    |                    |                    |                    |                    |
| 1988      | 21                 | 19                 | 2                  | Toni Khoury         | 3                  | 1                  |                    | 3                  | 3                  | 2                  |                    | 2                  | 4                  | 3                  |                    |                    |                    |                    |                    |                    |                    |                    |                    |
| 1992      | 12                 | 12                 | 0                  |                     |                    |                    |                    | 1                  | 2                  | 2                  |                    | 2                  | 1                  | 4                  | 1                  |                    |                    |                    |                    |                    |                    |                    |                    |
| 1996      | 1                  | 0                  | 1                  | Mohamed al-Aywan    |                    |                    |                    |                    |                    |                    |                    |                    |                    |                    |                    | 1                  |                    |                    |                    |                    |                    |                    |                    |
| 2000      | 6                  | 4                  | 2                  | Jean-Claude Rabbath |                    | 1                  | 1                  | 2                  |                    |                    |                    | 2                  |                    |                    |                    |                    |                    |                    |                    |                    |                    |                    |                    |
| 2004      | 5                  | 3                  | 2                  | Jean-Claude Rabbath |                    |                    | 1                  |                    | 2                  |                    |                    |                    | 2                  |                    |                    |                    |                    |                    |                    |                    |                    |                    |                    |
| 2008      | 6                  | 4                  | 2                  | Ziad Richa          |                    |                    | 1                  |                    | 2                  |                    |                    |                    | 2                  | 1                  |                    |                    |                    |                    |                    |                    |                    |                    |                    |
| 2012      | 10                 | 3                  | 7                  | Andrea Paoli        |                    |                    | 1                  |                    | 2                  | 2                  |                    |                    | 2                  | 1                  |                    | 1                  | 1                  |                    |                    |                    |                    |                    |                    |
| 2016      | 9                  | 4                  | 5                  | Nacif Elias         |                    |                    | 1                  |                    | 2                  | 1                  |                    |                    | 2                  | 1                  |                    | 1                  |                    | 1                  |                    |                    |                    |                    |                    |
| Gesamt    | Gesamt             | Gesamt             | Gesamt             | Gesamt              | Gesamt             | Gesamt             | Gesamt             | Gesamt             | Gesamt             | Gesamt             | Gesamt             | Gesamt             | Gesamt             | Gesamt             | Gesamt             | Gesamt             | Gesamt             | Gesamt             | 0                  | 2                  | 2                  | 4                  | 104                |

### Winterspiele
| Jahr      | Athleten           | Athleten           | Athleten           | Flaggenträger             | Sportarten         | Sportarten         | Sportarten         | Medaillen          | Medaillen          | Medaillen          | Medaillen          | Medaillen          |
| Jahr      | Gesamt             | m                  | w                  | Flaggenträger             | Ski Alpin          | Skilanglauf        | Skeleton           |                    |                    |                    | Gesamt             | Rang               |
| --------- | ------------------ | ------------------ | ------------------ | ------------------------- | ------------------ | ------------------ | ------------------ | ------------------ | ------------------ | ------------------ | ------------------ | ------------------ |
| 1924–1936 | nicht teilgenommen | nicht teilgenommen | nicht teilgenommen | nicht teilgenommen        | nicht teilgenommen | nicht teilgenommen | nicht teilgenommen | nicht teilgenommen | nicht teilgenommen | nicht teilgenommen | nicht teilgenommen | nicht teilgenommen |
| 1948      | 2                  | 2                  | 0                  |                           | 2                  |                    |                    |                    |                    |                    |                    |                    |
| 1952      | 1                  | 1                  | 0                  |                           | 1                  |                    |                    |                    |                    |                    |                    |                    |
| 1956      | 3                  | 3                  | 0                  |                           | 3                  | 1                  |                    |                    |                    |                    |                    |                    |
| 1960      | 2                  | 2                  | 0                  |                           | 2                  |                    |                    |                    |                    |                    |                    |                    |
| 1964      | 4                  | 4                  | 0                  |                           | 4                  |                    |                    |                    |                    |                    |                    |                    |
| 1968      | 3                  | 3                  | 0                  |                           | 3                  |                    |                    |                    |                    |                    |                    |                    |
| 1972      | 1                  | 1                  | 0                  |                           | 1                  |                    |                    |                    |                    |                    |                    |                    |
| 1976      | 1                  | 0                  | 1                  |                           | 1                  |                    |                    |                    |                    |                    |                    |                    |
| 1980      | 3                  | 2                  | 1                  | Edward Samen              | 3                  |                    |                    |                    |                    |                    |                    |                    |
| 1984      | 4                  | 4                  | 0                  |                           | 4                  |                    |                    |                    |                    |                    |                    |                    |
| 1988      | 4                  | 4                  | 0                  |                           | 4                  |                    |                    |                    |                    |                    |                    |                    |
| 1992      | 4                  | 4                  | 0                  |                           | 4                  |                    |                    |                    |                    |                    |                    |                    |
| 1994–1998 | nicht teilgenommen | nicht teilgenommen | nicht teilgenommen | nicht teilgenommen        | nicht teilgenommen | nicht teilgenommen | nicht teilgenommen | nicht teilgenommen | nicht teilgenommen | nicht teilgenommen | nicht teilgenommen | nicht teilgenommen |
| 2002      | 2                  | 1                  | 1                  | Chirine Njeim             | 2                  |                    |                    |                    |                    |                    |                    |                    |
| 2006      | 3                  | 2                  | 1                  | Edward Keyrouz            | 2                  |                    | 1                  |                    |                    |                    |                    |                    |
| 2010      | 3                  | 1                  | 2                  | Chirine Njeim             | 3                  |                    |                    |                    |                    |                    |                    |                    |
| 2014      | 2                  | 1                  | 1                  | Alexandre Mohbat          | 2                  |                    |                    |                    |                    |                    |                    |                    |
| 2018      | 3                  | 2                  | 1                  | Samer Tawk                | 2                  | 1                  |                    |                    |                    |                    |                    |                    |
| 2022      | 3                  | 2                  | 1                  | Manon Ouaiss Cesar Arnouk | 2                  | 1                  |                    |                    |                    |                    |                    |                    |
| Gesamt    | Gesamt             | Gesamt             | Gesamt             | Gesamt                    | Gesamt             | Gesamt             | Gesamt             | 0                  | 0                  | 0                  | 0                  | -                  |

## Liste der Medaillengewinner

### Goldmedaillen
Bislang (Stand 2018) keine Goldmedaillen

### Silbermedaillen
| Name              | Spiele        | Sportart     | Disziplin                        | Anmerkung                                       |
| ----------------- | ------------- | ------------ | -------------------------------- | ----------------------------------------------- |
| Zakaria Chihab    | 1952 Helsinki | Ringen       | Bantamgewicht griechisch-römisch | zusammen mit Khalil Taha erster Medaillengewinn |
| Mohamed Tarabulsi | 1972 München  | Gewichtheben | Mittelgewicht                    |                                                 |

### Bronzemedaillen
| Name               | Spiele        | Sportart | Disziplin                             | Anmerkung                                          |
| ------------------ | ------------- | -------- | ------------------------------------- | -------------------------------------------------- |
| Khalil Taha        | 1952 Helsinki | Ringen   | Weltergewicht griechisch-römisch      | zusammen mit Zakaria Chihab erster Medaillengewinn |
| Hassan Ali Bechara | 1980 Moskau   | Ringen   | Superschwergewicht griechisch-römisch |                                                    |

## Medaillen nach Sportart
| Sportart     | Gold | Silber | Bronze | Gesamt |
| Ringen       | 0    | 1      | 2      | 3      |
| Gewichtheben | 0    | 1      | 0      | 1      |
| Gesamt       | 0    | 2      | 2      | 4      |